# Répertoire de l'euphonium

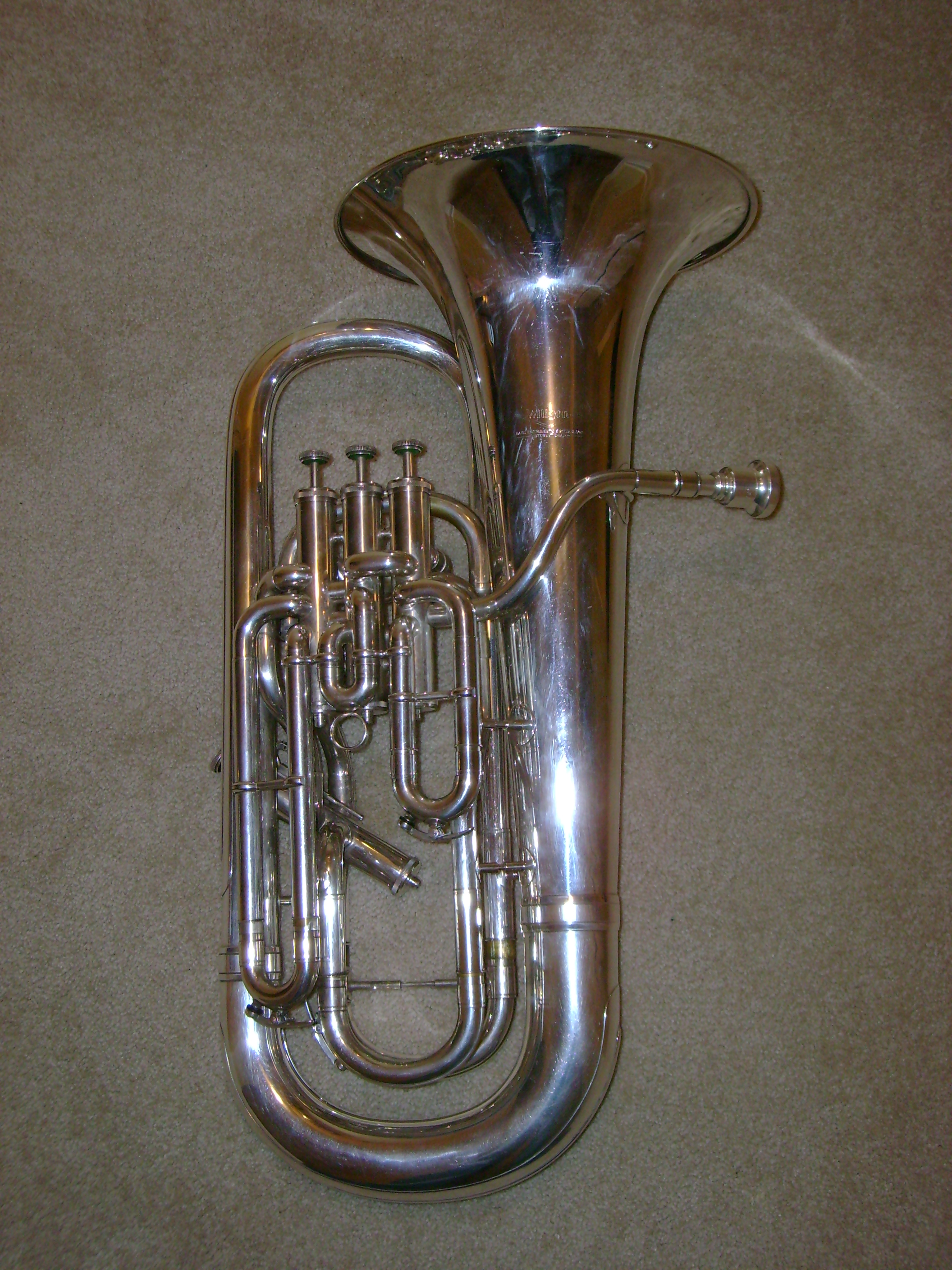
Un euphonium Willson 2900, un modèle professionnel couramment utilisé dans les orchestres américains.

Le répertoire de l'euphonium se compose d'œuvres solistes et de passage d'orchestre d'harmonie ou, plus rarement, de musique d'orchestre écrite pour l'euphonium. Depuis son invention en 1843, l'euphonium a toujours joué un rôle important dans les ensembles, mais la littérature pour soliste a été lente à apparaître, ne comprenant qu'une poignée de solos légers jusqu'aux années 1960. Depuis lors, cependant, l'étendue et la profondeur du répertoire de l'euphonium solo se sont considérablement accrues. Le multi-instrumentiste Marc Steckar a été un des grands promoteurs de l'euphonium en France dans les années 1990 en étendant son emploi dans différents styles musicaux.

## Répertoire d'ensemble

### Dans les orchestres d'harmonie et brass bands

#### Historiquement
Dès son invention par Ferdinand Sommer de Weimar, il est vite apparu que l'euphonium, comparé à ses prédécesseurs le serpent et l'ophicléide, avait une tessiture plus étendue et un son riche, agréable et homogène sur toute cette tessiture. Il est flexible en termes de qualité sonore et d'intonation et peut se fondre dans une variété d'ensembles, ce qui lui a valu une popularité immédiate auprès des compositeurs et des chefs d'orchestre en tant que principal instrument solo à voix de ténor dans les brass bands, en particulier au Royaume-Uni.

Lorsque les compositeurs britanniques qui avaient écrit pour les brass bands ont commencé à s'intéresser à l'orchestre de concert au début du XXe siècle, ils ont utilisé l'euphonium dans un rôle très similaire. Gustav Holst, par exemple, a écrit des solos très importants pour l'euphonium dans sa Première suite en mi bémol pour orchestre militaire (en) (1909) et sa Deuxième suite en fa pour orchestre militaire (en) (1911), et des solos lyriques similaires apparaissent dans de nombreuses pièces des années 1920 et 1930 de Percy Grainger et de Ralph Vaughan Williams.
Lorsque, dans les années 1930 et 1940, les compositeurs américains ont commencé à écrire pour l'orchestre d'harmonie en tant que médium artistique à part entière, ils ont poursuivi la tradition britannique consistant à utiliser l'euphonium comme l'une des principales voix solistes. Le thème et variations d'Arnold Schoenberg et la marche du commando de Samuel Barber, tous deux datant de 1943, comportent des solos lyriques extrêmement importants pour l'euphonium ; La Suite of Old American Dances (1949) de Robert Russell Bennett comporte de brefs solos et une écriture technique très active, et When Jesus Wept, le deuxième mouvement du New England Triptych (1956) de William Schuman, est en grande partie un solo d'euphonium et un duo lyrique pour euphonium et cornet (arrangé par le compositeur à partir de l'original orchestral, qui comprend un basson et un hautbois). Toutes ces pièces font encore partie du répertoire de base de l'orchestre d'harmonie aujourd'hui, et ces solos constituent l'essentiel des traits d'orchestre pour euphonium.

#### Aujourd'hui
Cela ne veut pas dire que les compositeurs, d'hier et d'aujourd'hui, n'appréciaient l'euphonium que pour ses capacités lyriques. En effet, l'examen d'une grande partie de la littérature pour orchestre d'harmonie révèle que l'euphonium fonctionne comme un couteau suisse, doublant parfois le tuba à l'octave, ajoutant parfois de la chaleur au pupitre de trombones, ajoutant parfois de la profondeur à une phrase de cor, et ajoutant parfois de la force à des traits rapides de bois. En général, les parties d'euphonium idiomatiques ont tendance à être très actives, se reposant peu et couvrant un large périmètre.
À bien des égards, le rôle de l'euphonium dans l'écriture pour orchestre d'harmonie n'a pas beaucoup changé au cours des dernières décennies ; en tant qu'instrument solo, il est toujours aussi populaire auprès des compositeurs, et il continue à jouer son rôle polyvalent de touche-à-tout. L'influence de la tradition des fanfares sur l'écriture de l'euphonium est évidente dans les nombreux solos d'euphonium des fanfares et des orchestres d'harmonie des compositeurs britanniques Peter Graham, John Golland (en), Martin Ellerby (en), Philip Sparke (en) et Gareth Wood (nl) ; parmi les compositeurs américains contemporains, Robert W. Smith (en), David Maslanka (en), David Gillingham (en), Eric Whitacre et James Curnow (en) apparaissent particulièrement apprécier l'utilisation de l'euphonium en tant qu'instrument solo. Le concerto de Gareth Wood peut être écouté sur archive.org.

### Utilisation par les compositeurs pour orchestre symphonique
Bien que les déficiences de l'ophicléide aient donné naissance à l'euphonium et au tuba au milieu du XIXe siècle, le tuba a depuis longtemps été accepté comme instrument d'orchestre symphonique, alors que l'euphonium ne l'a jamais été. Bien que l'euphonium ait été adopté dès le début par les compositeurs et les arrangeurs dans le cadre de l'orchestre, les compositeurs d'orchestre n'ont généralement pas profité de ses capacités. Néanmoins, il existe plusieurs œuvres orchestrales, dont quelques-unes font partie du répertoire standard, dans lesquelles les compositeurs ont fait appel à un tuba ténor, un Tenorhorn allemand , un tuba wagnérien, ou un tuba français en ut.

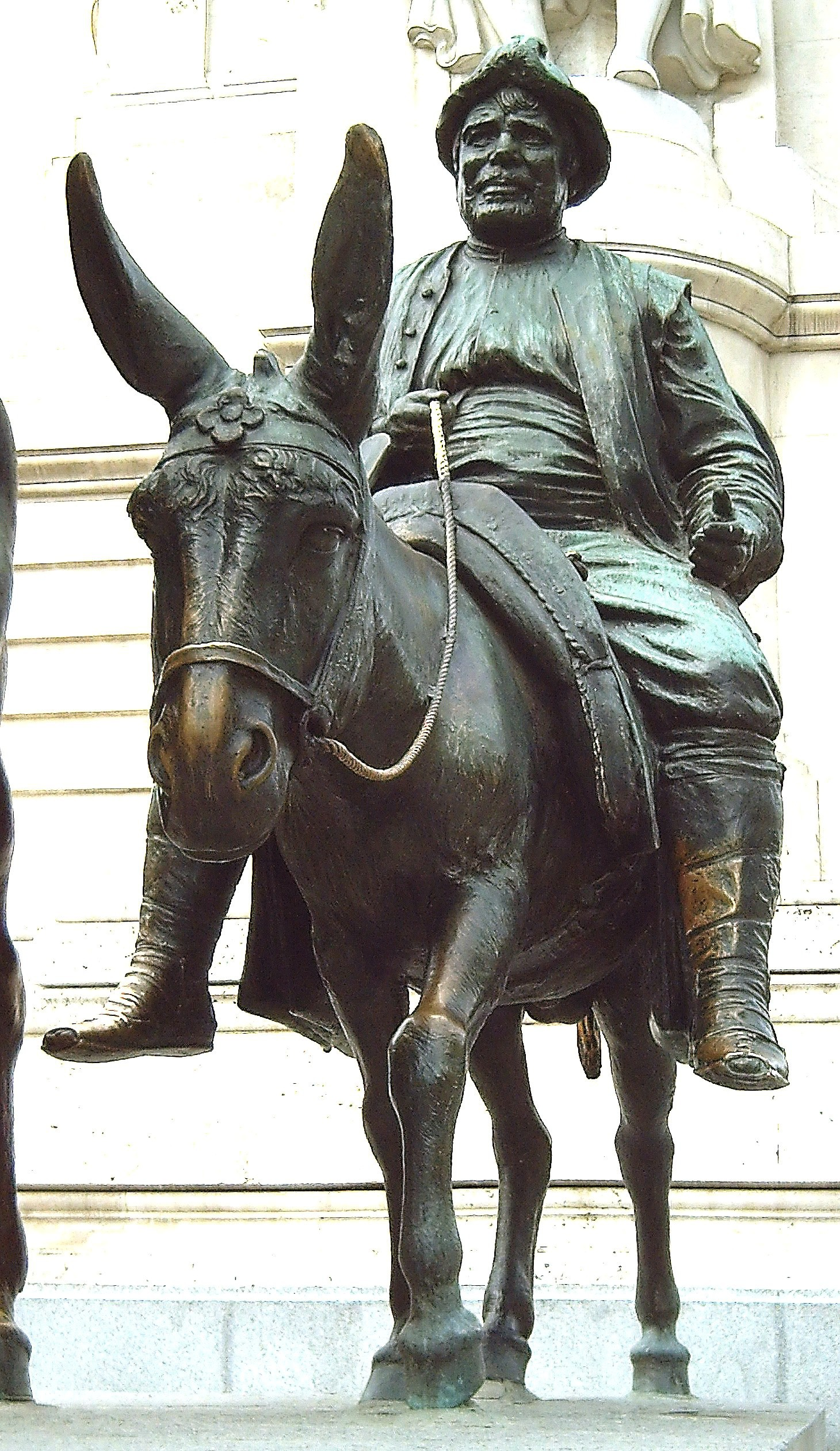
Sancho Panza, le fidèle compagnon de Don Quichotte, représenté par un euphonium dans le poème éponyme de Richard Strauss.

Dans tous ces cas, l'effet recherché par le compositeur était celui d'un instrument en cuivre à voix de ténor et à valve - et dans de nombreux cas, l'euphonium est substitué à l'instrument demandé, soit parce que l'instrument est obsolète (tuba français en ut), soit parce qu'il n'est pas disponible (tuba ténor), soit parce qu'il n'est pas souhaitable (tuba wagnérien).
Les principaux exemples sont les poèmes symphoniques Don Quichotte (1897) et Ein Heldenleben (1898) de Richard Strauss, qui étaient à l'origine destinés au tuba wagnérien, mais dont l'exécution sur tuba wagnérien s'est révélée insatisfaisante, et qui ont été réécrits pour euphonium avec l'approbation de Strauss. Dans le premier mouvement de sa Septième Symphonie (1906), Gustav Mahler a écrit un solo extrêmement proéminent pour le Tenorhorn. Gustav Holst a utilisé un tuba ténor dans trois mouvements (" Mars ", " Jupiter " et " Uranus ") de sa suite Les Planètes (1914-1916). Enfin, la pièce la plus célèbre de Leoš Janáček Sinfonietta emploie deux parties d'euphonium. Une autre pièce populaire de Janáček, Capriccio pour piano et sept instruments à vent, emploie une partie d'euphonium proéminente tout au long de l'œuvre. Aujourd'hui, toutes ces parties sont habituellement jouées à l'euphonium, et dans chacun de ces cas, l'instrument demandé est utilisé à la fois dans un rôle de soliste et écrit pour fonctionner en tant que partie de la section de cuivres.
De plus, un certain nombre de compositeurs britanniques de l'entre-deux-guerres, dont Ralph Vaughan Williams, Percy Grainger et Arnold Bax, ont écrit des pièces orchestrales avec deux parties de tuba, sachant que la première partie serait jouée à l'euphonium. Enfin, il existe plusieurs pièces orchestrales - bien qu'aucune ne fasse partie du répertoire standard - dans lesquelles le compositeur fait spécifiquement appel à un euphonium. Parmi elles, la partition du ballet L'âge d'or de Dmitri Chostakovitch, le Divertimento pour orchestre de Leonard Bernstein, et plusieurs symphonies du compositeur britannique Havergal Brian, du compositeur américain Roy Harris, et du compositeur finlandais Kalevi Aho .

## Liste d'œuvres orchestrales
Voici une liste partielle des œuvres orchestrales qui emploient un euphonium (allemand : "Tenortuba" ou "Tenorhorn")
- Béla Bartók - Kossuth (2 tubas ténors en si)
- Paul Creston - Chthonic Ode "Hommage à Henry Moore" pour grand orchestre avec euphonium, célesta et piano, Op. 90 (1966)
- Karlheinz Essl Jr. - Si! pour tuba ténor (ou trombone), live-electronics et son surround (2012)
- Roy Harris - When Johnny Comes Marching Home (baryton en si bémol)
- Gustav Holst - Mars, Jupiter et Uranus de Les Planètes (tuba ténor en si bémol)
- Leoš Janáček - Capriccio pour piano et sept instruments à vent (tuba ténor en si bémol)
- Leoš Janáček - Sinfonietta (2 tubas ténors en si bémol)
- Giselher Klebe - Opéra Die Ermordung Cäsars (en) (tuba ténor en si bémol).
- György Kurtág - Stele (en) (2 tubas ténors en si bémol)
- Luigi Nono - Prometeo. Tragedia dell'ascolto
- Dimitri Chostakovitch - L'Âge d'or
- Richard Strauss - Don Quichotte (tuba ténor en si bémol)
- Richard Strauss - Ein Heldenleben (tuba ténor en si bémol)

## Répertoire solo
Contrairement à la pratique de longue date de l'utilisation extensive de l'euphonium dans les orchestres et les orchestres d'harmonie, jusqu'à il y a environ quarante ans, il n'y avait littéralement aucune littérature solo écrite spécifiquement pour l'euphonium, et les euphonistes étaient forcés d'emprunter la littérature d'autres instruments. Heureusement, étant donné les capacités multiples de l'instrument mentionnées ci-dessus, les solos pour de nombreux instruments différents sont facilement adaptables à l'euphonium.

### Transcriptions
Les sources les plus courantes de transcriptions pour l'euphonium sont les répertoires du cornet à pistons, de la voix humaine, du violoncelle, du basson et du trombone. Dans chaque cas, on peut voir les points communs de la facilité de lecture et d'exécution : le violoncelle et le basson se lisent habituellement en clé de fa, ce qui les rend facilement adaptables ; les solos vocaux sont naturellement adaptés à la qualité de chant de l'euphonium ; et en jouant des solos de cornet, l'euphoniste peut utiliser les mêmes doigtés que ceux d'un cornettiste.

#### Répertoire du cornet
Les premiers solos joués à l'euphonium étaient probablement des transcriptions pour cornet à pistons, en particulier des variations sur des airs populaires, comme celles que l'on trouve à la fin de la Grande méthode complète de cornet à piston et de saxhorn de Jean-Baptiste Arban. Un peu plus tard, au début du XXe siècle, le cornettiste américain Herbert L. Clarke a écrit un ensemble de solos virtuoses, dont " Carnival of Venice ", " Bride of the Waves " et " From the Shores of the Mighty Pacific ", qui ont été et sont encore souvent interprétés à l'euphonium. Dans ce cas, aucune adaptation ou arrangement n'est nécessaire ; un euphoniste lit la notation originale en clé de sol en si bémol, en transposant une neuvième majeure vers le bas, et interprète le morceau exactement comme il est écrit, en sonnant simplement une octave plus bas que le cornet à pistons.

#### Répertoire vocal
Le grand nombre d'airs d'opéra, en particulier ceux pour ténor ou baryton, constitue également une source idéale de littérature pour les euphonistes. Vissi d'Arte et Nessun Dorma de Puccini sont souvent interprétés à l'euphonium, de même que les mélodies germaniques, comme Dichterliebe de Schumann ou Vier ernste Gesänge de Brahms , sont également des transcriptions populaires, tout comme Vocalise Op. 34 no. 14 de Rachmaninov. Lors de l'exécution de transcriptions vocales, une certaine adaptation peut être nécessaire, soit parce que la tessiture est inconfortablement aigüe, soit parce que la tonalité d'origine peut présenter des problèmes de doigté ou d'intonation.
Malgré la prévalence des transcriptions vocales pour euphonium, il reste beaucoup d'œuvres vocales qui sont rarement, voire jamais, interprétées à l'euphonium, notamment la zarzuela espagnole, l'opéra français et les airs d'opéra allemands. La possibilité d'interpréter de la musique chorale dans un ensemble d'euphonium est également intrigante, mais peu fréquente.

#### Œuvre provenant du violoncelle et du basson

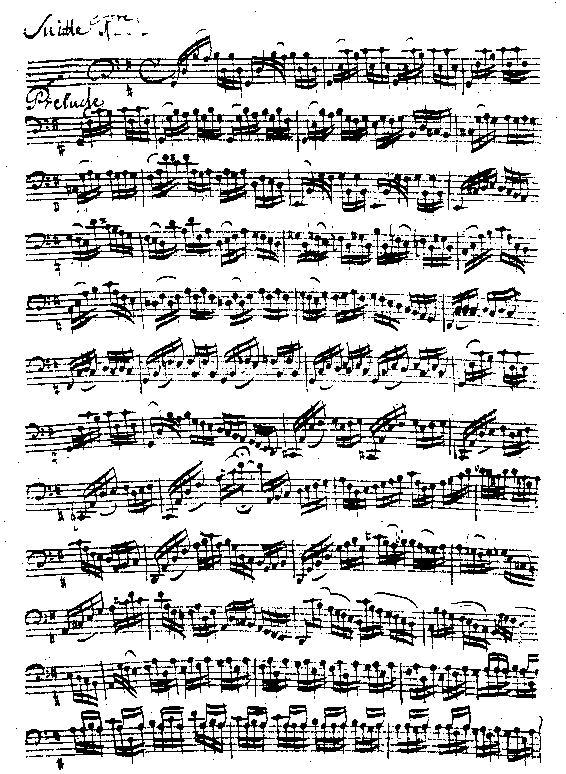
Le premier mouvement des premières suites pour violoncelle seul en sol majeur ; les six suites pour violoncelle seul de Bach sont souvent interprétées à l'euphonium.

Une autre source de littérature transcrite se trouve dans le répertoire pour violoncelle. Les six suites pour violoncelle seul de Johann Sebastian Bach sont une pierre angulaire du répertoire avancé de l'euphonium, et ce depuis un certain temps ; Leonard Falcone (en) a enregistré deux des bourrées il y a plusieurs décennies dans le premier volume de sa série "Leonard Falcone and his Baritone". Deux autres pièces pour violoncelle couramment jouées à l'euphonium sont la Sonate en fa majeur de Benedetto Marcello, de l'époque baroque, et le Concertino en do majeur de Julius Klengel, de l'époque romantique. Bien entendu, une certaine adaptation est nécessaire lors de l'exécution de pièces pour violoncelle, en particulier dans le cas de double corde et d'accords arpégés, ainsi que lorsque l'on considère la facilité de la technique dans certaines tonalités pour le violoncelle par rapport à l'euphonium. Quelques pièces pour basson sont également régulièrement jouées à l'euphonium, notamment le  Concerto pour basson en si bémol majeur K. 191 ' de Mozart et la Sonate en fa mineur de Georg Philipp Telemann. Certains morceaux fonctionnent dans l'autre sens, notamment le Concerto pour euphonium de Joseph Horovitz, qui est souvent joué au basson.

#### Autre
Récemment, des tentatives ont été faites pour jouer des pièces plus exotiques qui sont beaucoup plus difficiles à adapter à l'euphonium, comme le montre l'enregistrement par l'euphoniste japonais Shoichiro Hokazono des six Tango-Études de Astor Piazzolla, écrites à l'origine pour flûte, et qui, même transposées d'une neuvième majeure, posent de graves difficultés techniques et de tessiture pour l'euphonium.

### Littérature originale

#### Conservatoire français
Un domaine de la littérature dans lequel les transcriptions et la littérature originale coïncident est ce que l'on pourrait appeler le style d'écriture du « Conservatoire français » datant grosso modo de la première moitié du XXe siècle et dont le compositeur Joseph Edouard Barat (1882-1963) est l'un des meilleurs exemples. Certaines pièces de cette école ont été écrites spécifiquement pour le trombone, comme l'Andante et Allegro (1935) de Barat et le Morceau Symphonique (c. 1937) d'Alexandre Guilmant, certaines pour trombone ou euphonium, comme la "Pièce de concert" (1900) de Paul Véronge de La Nux, certaines pour euphonium ou tuba, l'Introduction et Danse de Barat, et au moins une pièce spécifique pour euphonium, comme le Morceau de concours (1957) de Barat.

#### Virtuose du début du XXe siècle

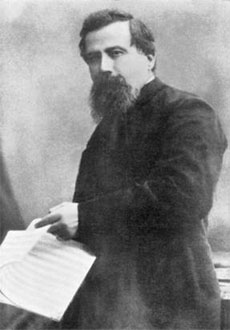
Amilcare Ponchielli, compositeur du premier solo d'euphonium original.

La plus ancienne composition solo écrite spécifiquement pour l'euphonium ou l'un de ses cousins saxhorn est le Concerto per Flicorno Basso (1872) d'Amilcare Ponchielli. Très exigeante sur le plan technique, cette pièce mélange les styles de l'ouverture d'opéra italien et du thème et variations typique du dix-neuvième siècle. Par la suite, pendant plusieurs décennies, la seule littérature écrite spécifiquement pour l'euphonium était dans le même style technique virtuose que les solos de cornet décrits ci-dessus. Entrent dans cette catégorie le " Beautiful Colorado " (1924) de Joseph Deluca, la " Fantasia Originale " (1909) de Simone Mantia et la " Fantasia di Concerto " (1906) d'Eduardo Boccalari. Dans les années 1930, de nombreux solos d'euphonium ont été publiés dans divers journaux d'orchestre, dans un cadre classique de "thème et variations", tels que The Song of the Brother (Leizden), Song of Faith (Ball), Ransomed (Marshall), et We'll All Shout Hallelujah (Audoire), ainsi que beaucoup d'autres.

#### Le nouveau style
Si les compositeurs britanniques ont ouvert la voie en écrivant pour l'euphonium dans le cadre d'un ensemble, ce sont les Américains qui ont écrit les premières œuvres solistes sérieuses et artistiques de la "nouvelle école", écrites spécifiquement pour l'euphonium. Les deux premiers exemples sont "Sonatina" (1966) de Warner Hutchison et "Lyric Suite" (1970) de Donald White, suivis par des compositeurs britanniques avec "Concerto" (1972, l'un des premiers concertos pour euphonium) de Joseph Horovitz et "Fantasia" (1973) de Gordon Jacob. Deux premières œuvres très difficiles sont Four Dialogues de Samuel Adler (pour euphonium et marimba, 1974) et Concert Variations de Jan Bach (1978), toutes deux créées par le Dr Brian Bowman. Deux des premiers solos non accompagnés pour euphonium sont la "Mazurka" (1964) de Nicholas Falcone, frère du premier virtuose de l'euphonium Leonard Falcone, et la "Sonata" (1978) de Fred Clinard Jr. Toutes ces œuvres restent un répertoire de base pour l'euphonium.

#### Aujourd'hui
Depuis lors, il y a eu une véritable explosion du répertoire solo pour l'euphonium ; en quatre décennies à peine, la littérature solo est passée de pratiquement zéro à des milliers d'œuvres, car de plus en plus de compositeurs ont pris conscience des capacités solistes de l'instrument.
La littérature pour euphonium des trois dernières décennies a constamment "repoussé les limites" en termes de tessiture, d'endurance, d'exigences techniques et de techniques étendues. Pour ne citer que quelques exemples, l'ouvrage de James Curnow intitulé "Symphonic Variants" (1984), devenu l'un des classiques de la littérature, a établi de nouvelles normes de tessiture pour l'époque, englobant à la fois ré-1 et fa4. Pearls (2000) de Roland Szentpali, écrite dans un idiome jazz/rock, utilise également une tessiture très élevée et contient des exigences techniques extrêmes, tandis que la pièce sans accompagnement "Soliloquies" (2001) de John Stevens comprend de nombreux sauts de gamme, à la fois bredouillants et articulés.
Un autre segment de la littérature solo d'avant-garde est constitué par les œuvres pour euphonium et accompagnement enregistré, qui remontent à 1970, avec la Sonatine pour cor baryton et bande magnétique de John Boda. Depuis lors, Neal Corwell, interprète et compositeur d'euphonium, a contribué à de nombreux solos supplémentaires avec un accompagnement enregistré au synthétiseur, à commencer par "Odyssey" (1990).
D'autre part, le compositeur britannique Philip Sparke (en) a écrit de nombreux solos d'euphonium (par exemple " Pantomime ", " Song for Ina ", " Harlequin ") de nature beaucoup plus légère, mais non moins exigeants sur le plan technique. Des œuvres uniques telles que la chanson de protestation (en) "One of the Missing (for those lost in Iraq - 2007) (en)" ont également permis à l'instrument d'être utilisé d'une manière plus divergente et plus convaincante. On notera Euphonie de Marc Steckar, concerto pour euphonium créé en 1984 avec l'orchestre d'harmonie du Havre et bien d'autres œuvres pour 
euphonium solo de ce compositeur (Route du sup, Face noire,face blanche...).
Quelques pièces pour euphonium seul (sélection)
- Marc Steckar (1935-2015)
  - Route du sup (édition Feeling musique)
  - Face noire, face blanche (édition Feeling musique)
- François Thuillier
  - Le scooter à 3 pattes pour euphonium ou saxhorn basse solo (édition Feeling musique)

## Répertoire de musique de chambre
Il y a un grand manque de musique de chambre pour euphonium (où il n'est pas le soliste exclusif). Diálogo Sonoro ao Luar (ou ["Dialogue au clair de lune"]) pour saxophone alto et euphonium est une œuvre unique écrite par l'un des principaux compositeurs brésiliens du XXe siècle Francisco Braga (publiée en 1946). Outre son instrumentation unique, elle présente les qualités mécaniques et lyriques du saxophone moderne et de l'euphonium en même temps. Malgré cela, ces dernières années, de plus en plus d'auteurs composent de la musique de chambre avec l'euphonium. Elaine Fine a composé une sonate pour euphonium sur 2,5 octaves, la compositrice israélienne Tamara Hiskia a créé plusieurs pièces pour euphonium qui rappellent les techniques pionnières ; Rhapsodie et fugue sur des thèmes classiques (2014, 2016) pour trompette, cor, euphonium et tuba, Variations sur un thème de Paganini (la Campanella) en la bémol mineur (2015) pour euphonium et piano, Ballade "Genius and Fate" (2015) pour euphonium et piano, Trio (2014, 2017) pour clarinette en si bémol, euphonium ou basson et piano. Les tessitures des compositions se situent entre 3 (Ballade) et 4,5 octaves (Trio). Toutes ces pièces requièrent un haut niveau de technique et de musicalité.

### Euphonium et piano
- Graciane Finzi (1945)
  - Thriller (2019) pour euphonium ou saxhorn et piano
- Christian Jous (1956-2005)
  - Série de pièces de concours mélodiques pour euphonium et piano 
    - Khâgne (retenu en commission CMF 2002)
    - Milonga
    - La grande plaine
    - Ma première auditio

  - Pourquoi ???, pour saxhorn basse (ou euphonium) et piano, (édition Feeling musique, réédité en 2020)

- Patrick Salmon
  - Tublight serenade
  - De bonne humeur
  - Beauties blues

- Fuminori Tanada (1961)
  - Echoing Waves II (2009) pour saxhorn (ou euphonium) et piano (Billaudot, commande CNSMDP pour le récital du prix 2009)

### Euphonium et électronique
- Justina Repečkaitė (1989)
  - Toro (2015) pour euphonium et électronique

### Répertoire pour ensemble de cuivres avec euphonium
- Graciane Finzi (1945)
  - Poursuite entre un euphonium et un trombone (2023)
- Marc Lys
  - Bis, Marc ! pour 3 euphoniums et 1 tuba (Feeling musique 114B)
- Michaël Levinas (1949)
  - Spirales d’oiseaux II (2007) pour trois euphoniums
- Alexandros Markeas (1965)
  - Logos et Phonê (2013) pour quatre euphoniums spatialisés

## Autres formations
- Annesley Black (1979)
  - Moment - Curitiba - Vorspiel (2010) pour bugle, euphonium, piano, deux percussionnistes, guitare et violoncelle

- Thierry Escaich (1965)
  - Ground I (1997) pour accordéon et euphonium

- Christopher Fox (1955)
  - Strangers in our midst (1999-2001) pour saxophone ténor, euphonium, accordéon, banjo, violoncelle avec vidéo de surveillance et playback

- Stefano Gervasoni
  - L'Ingenuo, pour voix, euphonium, cor et dispositif électronique temps réel (Milano, Ricordi, 2005)

- Charles Ives, 
  - The Celestial country (tenebris vitae in lucem coeli), cantate pour deux quatuor  solo et chœur, quatuorà cordes ou orchestre à cordes, trompette, euphonium, percussions et orgue (Peer International Corporation, Cop. 1973)

- Fabien Lévy (1968)
  - Risâla fi-l-hob wa fî 'ilm al-handasa [petit traité d'amour et de géométrie] (2003) pour flûte, clarinette, euphonium, violon et violoncelle

- Dieter Mack (1954)
  - Tiefland (2014) pour euphonium et percussion

- Timothy McCormack (1984)
  - KILN I (2014-2017) pour clarinette contrebasse, euphonium et percussion

- Emmanuel Nunes (1941-2012)
  - Versus II (1985-1995) pour euphonium et violoncelle

- Marc Steckar (1935-2015)
  - L'œuf au mi-homme, texte de Jean-Claude Decalonne, pièce pour tubiste d'acteur avec euphonium solo (édition Feeling musique)

- Karlheinz Stockhausen (1928-2007)
  - Zungenspitzentanz [Danse du bout de la langue] (1983) pour flûte piccolo, danseur ad libitum, deux euphoniums ou synthétiseur, percussionniste ad libitum, ou pour piccolo solo
  - Luzifers Tanz (1983) pour basse (ou trombone ou euphonium), trompette piccolo, flûte piccolo, orchestre de vents ou orchestre symphonique, danseurs sur échasses, danseur, ballet ou mimes
  - Kinntanz [Danse du menton](1983-1989), version pour euphonium, percussion, trombones alto, cors ténors et barytons et tubas

## Autres styles musicaux
Grâce à une poignée de musiciens entreprenants, l'euphonium a commencé ces dernières années à faire des incursions dans le jazz, la pop et d'autres contextes d'interprétation non traditionnels. L'un de ces instrumentistes était Rich Matteson (1929-1993), qui se considérait avant tout comme un musicien de jazz jouant de l'euphonium. Avec deux autres euphoniums, trois tubas et une section rythmique, il a formé le Tubajazz Consort, qui s'est produit dans des clubs de jazz et lors de conférences dans le monde entier et a reçu un accueil très favorable. Aujourd'hui, des euphonistes de jazz tels que Marc Dickman perpétuent l'héritage de Matteson, et des concours d'euphoniums de jazz sont organisés dans le monde entier. En France, Marc Steckar (1935-2015) a monté plusieurs ensembles novateurs avec euphonium en France (Steckar Tubapack, Elephant Tuba Horde) et a laissé de nombreux enregistrements et compositions (concerto...)
L'instrument joue un rôle essentiel dans le développement de genres musicaux typiques en Amérique du Sud. Le "Bombardino" est une véritable star dans les genres colombiens tels que le porro ou le fandango. Le maître vivant de l'euphonium typique colombien est Ramón Benitez. Au Brésil, l'instrument participe au développement du tout premier genre musical typique du pays, le choro (à partir du XIXe siècle). Le choro est un genre instrumental de musique légère, virtuose et en contrepoint, parfois appelé "musique de chambre de rue".
En outre, des euphonistes comme Lance LaDuke et Matthew Murchison ont récemment exploré et enregistré l'euphonium dans des situations d'interprétation non traditionnelles. Dans son CD " Take a Walk ", LaDuke utilise l'euphonium dans une variété de chansons comiques quasi country, ainsi que dans son enregistrement de " Relentless Grooves " de Sam Pilafian : Armenia" de Sam Pilafian, qui utilise un accompagnement préenregistré et traite l'euphonium solo presque comme un instrument folklorique arménien. Murchison a publié un enregistrement du répertoire traditionnel pour euphonium, mais il a également formé, avec sa femme et d'autres personnes, le groupe de musique du monde Mainspring, dans lequel, selon le site web de Murchison, "un concert typique peut consister en jigs et de reels traditionnels écossais et irlandais, de belles sérénades mexicaines, des sambas, une suite de musique folklorique espagnole, un lament arménien, de la musique originale divertissante, et toujours beaucoup de plaisir léger !"